# Brad Davis (basket-ball)
Pour les articles homonymes, voir Davis et Brad Davis (homonymie).
Bradley Ernest Davis, né le 17 décembre 1955 à Rochester en Pennsylvanie aux États-Unis, est un ancien joueur américain de basket-ball évoluant notamment dans l'équipe des Mavericks de Dallas. Il jouait au poste de meneur.
Son numéro, le 15, a été retiré par les Mavericks de Dallas.